# Мартыново (Алтайский край)
Мартыново — село в Ельцовском районе Алтайского края России. Административный центр Мартыновского сельсовета.

## История
Село было основано в 1746 году. В «Списке населенных мест Российской империи» 1868 года издания населённый пункт упомянут как заводская деревня Мартынова Кузнецкого округа (1-го участка) при реке Чумыш, расположенная в 122 верстах от уездного города Кузнецк. В деревне имелся 51 двор и проживало 376 человек (181 мужчина и 195 женщин). Функционировала православная часовня.

По состоянию на 1911 год село Мартыновское входило в состав Уксунайской волости Кузнецкого уезда и включало в себя 217 дворов. Население на тот период составляло 1437 человек. Функционировали церковь, церковно-приходская школа и хлебозапасный магазин.

В 1928 году в Мартыново функционировали школа, изба-читальня, библиотека, лавка общества потребителей, имелось 342 хозяйства, проживало 1839 человек. В административном отношении Мартыново являлось центром сельсовета Тогульского района Бийского округа Сибирского края.

## География
Село находится в восточной части Алтайского края, на берегах реки Чумыш, на расстоянии примерно 20 километров (по прямой) к западу от села Ельцовка, административного центра района.

Климат умеренный, континентальный. Средняя температура января составляет −17 °C, июля — +18,4 °C. Годовое количество осадков составляет 496 мм.

## Население
| 1997  | 1998  | 1999  | 2000  | 2001  | 2002  | 2003  |
| ----- | ----- | ----- | ----- | ----- | ----- | ----- |
| 1817  | ↘1788 | ↘1745 | ↘1713 | ↘1696 | ↘1478 | ↗1560 |
| 2004  | 2005  | 2006  | 2007  | 2008  | 2009  | 2010  |
| ↗1588 | ↘1526 | ↘1437 | ↘1403 | ↘1341 | ↗1346 | ↘1288 |
| 2011  | 2012  | 2013  |       |       |       |       |
| ↘1281 | ↘1238 | ↗1252 |       |       |       |       |

Согласно результатам переписи 2002 года, в национальной структуре населения русские составляли 93 %.

## Инфраструктура
В селе функционируют средняя общеобразовательная школа, сельская врачебная амбулатория (филиал КГБУЗ «Центральная районная больница Ельцовского района»), библиотека и отделение Почты России.

## Религия
В 1862 году был построен деревянный однопрестольный храм, освящённый во имя Архистратига Божия Михаила. Приход относился к 15-му (позднее — к 52-му) благочинию Томской епархии. В период с 1893 по 1896 годы настоятелем храма был Николай Григорьевич Прибытков, прославленный Русской православной церковью в лике святых в 2001 году. Михаило-Архангельский храм был закрыт в годы советской власти.

В 2005 году был освящён молитвенный дом, располагавшийся в бывшей совхозной столовой и приписанный к Покровскому храму села Ельцовки. Сгорел в 2010 году.

## Улицы
Уличная сеть села состоит из 13 улиц и 10 переулков.